# Tôn giáo ở Venezuela

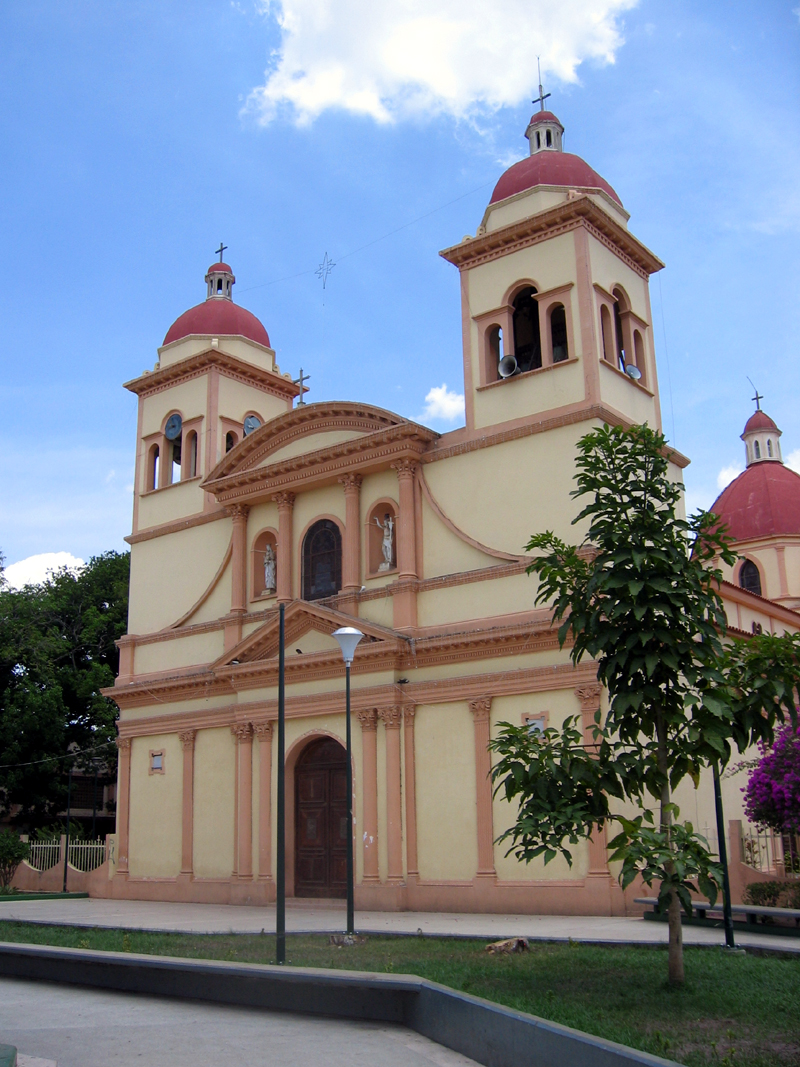
Nhà thờ San Juan Bautista ở Venezuela

Tôn giáo ở Venezuela chỉ về tình hình tôn giáo, tín ngưỡng tại Venezuela. Venezuela không có một tôn giáo chính thức do là một quốc gia thế tục và Hiến pháp Venezuela quy định đảm bảo quyền tự do tôn giáo. Về cơ cấu thì Cơ đốc giáo nói chung là tôn giáo lớn nhất ở Venezuela, trong đó Công giáo có nhiều tín đồ nhất. Công giáo La Mã là đức tin thống trị và có sức lan tỏa sâu rộng về mặt văn hóa và xã hội. Trước khi các nhà truyền giáo Tây Ban Nha đến, người da đỏ bản địa cư trú trên lãnh thổ Venezuela ngày nay đã thực hành nhiều tín ngưỡng truyền thống khác nhau. Giáo hội Công giáo ở Venezuela tập trung chủ yếu vào việc tôn kính Đức Trinh Nữ Maria, điều này được minh họa bằng những nhân vật như Đức Mẹ Coromoto ở bang Portuguesa, Virgen del Valle ở Nueva Esparta và Đức mẹ Mân Côi Chiquinquirá ở phần phía tây Venezuela.

## Tổng quan
Tôn giáo ở Venezuela (2022)
Venezuela giống như hầu hết các quốc gia Nam Mỹ, là một quốc gia theo Công giáo Rôma. Ảnh hưởng của Giáo hội Công giáo ở nước này có từ thời thực dân Tây Ban Nha. Theo ước tính của chính phủ, 92% dân số trên danh nghĩa là tín hữu Công giáo Rôma và còn lại 8% là Tin Lành, các tôn giáo khác, hoặc vô thần. Các ước tính của Hội đồng Tin Lành Venezuela cho rằng Giáo hội Tin Lành chiếm 10% dân số. Có những cộng đồng Hồi giáo và Do Thái giáo nhỏ nhưng có ảnh hưởng. Các cộng đồng Hồi giáo của hơn 100.000 người tập trung ở những người gốc Lebanon và Syria hiện sống ở các khu vực như Nueva Esparta, Punto Fijo và khu vực Caracas. Các con số thuộc cộng đồng Do Thái giáo là khoảng 13.000 tín đồ và chủ yếu tập trung ở Caracas. Hiện nay có khoảng 153.000 tín đồ Mormon phần lớn ở tại Caracas.
Tôn giáo tại Venezuela (2011)
Theo điều tra dân số quốc gia năm 2011, ước tính có khoảng 71% dân số được xác định là Công giáo. Hơn 17% người Venezuela được xác định là theo đạo Tin lành và 9% được xác định là không liên kết với bất kỳ tôn giáo nào. Phần còn lại của dân số xác định với một số tôn giáo khác (bao gồm cả tín ngưỡng dân gian khoảng 1%), mặc dù nhiều Cơ đốc nhân tự nhận mình cũng có thể thực hành các nghi lễ dựa trên tín ngưỡng dân gian. Các ước tính chỉ ra rằng sự liên kết tôn giáo với Nhà thờ Công giáo đang giảm dần khi tỷ lệ người Venezuela theo đạo Tin lành hoặc không theo tôn giáo nào tăng lên mỗi năm. Nhìn chung, thế hệ trẻ của người Venezuela có xu hướng ít tôn giáo hơn những thế hệ lớn tuổi hơn. Tôn giáo và Cơ đốc giáo không phải là một chủ đề quá nhạy cảm ở Venezuela. Tuy nhiên, nói chung là không thích hợp để công khai hỏi về tín ngưỡng dân gian vì mức độ mê tín thận trọng có thể bao quanh những chủ đề này.

## Công giáo
Đạo Công giáo du nhập vào Venezuela bởi các nhà truyền giáo Tây Ban Nha vào đầu thế kỷ XVI, cụ thể là vào năm 1515 ở Nueva Toledo). Giáo hội Công giáo đã từng là một tổ chức có sức mạnh lịch sử về văn hóa và chính trị của nước này. Bản chất ảnh hưởng của Giáo hội Công giáo trong nền chính trị Venezuela đã thay đổi theo thời gian. Tuy nhiên, nhiều người Venezuela coi Công giáo là một phần không thể thiếu trong bản sắc văn hóa, được truyền qua gia đình và quốc gia như một phần di sản. Mọi người nói chung tổ chức các ngày lễ và lễ hội Công giáo vì văn hóa và lịch của đất nước phản ánh tôn giáo. Hầu hết người Venezuela ăn mừng lễ Phục sinh và Giáng sinh. Hơn nữa, lời chào thông thường giữa hầu hết người Venezuela và gia đình của họ là "Bendición" bắt nguồn từ truyền thống Công giáo và được dịch một cách lỏng lẻo thành "phước lành". Sự tuân thủ các thực hành và tín ngưỡng Công giáo và mức độ bảo thủ khác nhau trên khắp đất nước. Công giáo có xu hướng mạnh nhất ở vùng Andean.
Theo The World Factbook, năm 2009, 96% dân số là người Công giáo La Mã, năm 2018, Latinobarómetro ước tính 66% dân số là người Công giáo La Mã. Một cuộc thăm dò năm 2014 do Trung tâm Nghiên cứu Pew thực hiện cho biết chỉ 10% người Venezuela xác định là Công giáo nói rằng tôn giáo rất quan trọng đối với cuộc sống của họ, và họ cầu nguyện hàng ngày cũng như đi lễ hàng tuần. Hơn nữa, nhiều ý kiến xã hội đương thời của mọi người đã khác xa với các giáo lý chính thức của Giáo hội Công giáo. Điều này cho thấy rằng phần lớn người Venezuela đang thế tục trong thực tiễn cuộc sống hàng ngày của họ. Hơn nữa, sự phát triển của các tôn giáo Tin lành truyền đạo trong những năm gần đây đã làm cho Giáo hội Công giáo mất đi sự ủng hộ. Tuy nhiên, nhiều người Venezuela vẫn sùng đạo, cầu nguyện hàng ngày và thường xuyên đi lễ. Dưới thời của Hugo Chávez rất xem nhẹ vai trò của các giám mục của Giáo hội Công giáo trong xã hội Venezuela. Tiếp theo đó, Giáo hội Công giáo Venezuela đã lên tiếng phản đối chính quyền Maduro nhưng Giáo hoàng Francis đã lên tiếng trung lập trong cuộc khủng hoảng tổng thống Venezuela năm 2019.

## Tin lành
Đạo Tin lành đã trở nên phổ biến trong Công giáo Mỹ La-tinh. Tính đến năm 2011, đã có 17% người Venezuela được xác định là theo đạo Tin lành. Các cuộc chuyển đổi từ Công giáo sang các truyền thống Tin lành đã xảy ra trong thế hệ gần đây nhất. Sự gia tăng này có thể là do một số yếu tố, chẳng hạn như sự mất lòng tin ngày càng tăng đối với Giáo hội Công giáo, cũng như sự thành công của các nhóm truyền giáo Ngũ tuần (đặc biệt là những nhóm tiếp cận với người Venezuela bản địa và những người bị gạt ra ngoài lề xã hội), nhiều người dân nông thôn Venezuela trở nên bất bình với Giáo hội Công giáo khi chuyển đến các cộng đồng đô thị mới bên ngoài. Đạo Tin lành (đặc biệt là truyền thống Ngũ tuần) đã có thể thu hẹp khoảng cách đối với một số người trong các cộng đồng mới đô thị hóa này. Do đó, nó đặc biệt phổ biến ở Barrios (khu ổ chuột ngoài đô thị). Giáo hội Các Thánh hữu Ngày sau của Chúa Giê-su Christ (Mormon) tuyên bố có 173.125 thành viên (tháng 4 năm 2022) chủ yếu ở trong và xung quanh Caracas. Nhân Chứng Giê-hô-va cho biết có 136.542 người công bố đang hoạt động, hợp nhất trong 1.734 hội thánh; có 319.962 người tham dự Bữa Tiệc Thánh hàng năm của Chúa vào năm 2020.

## Tín ngưỡng

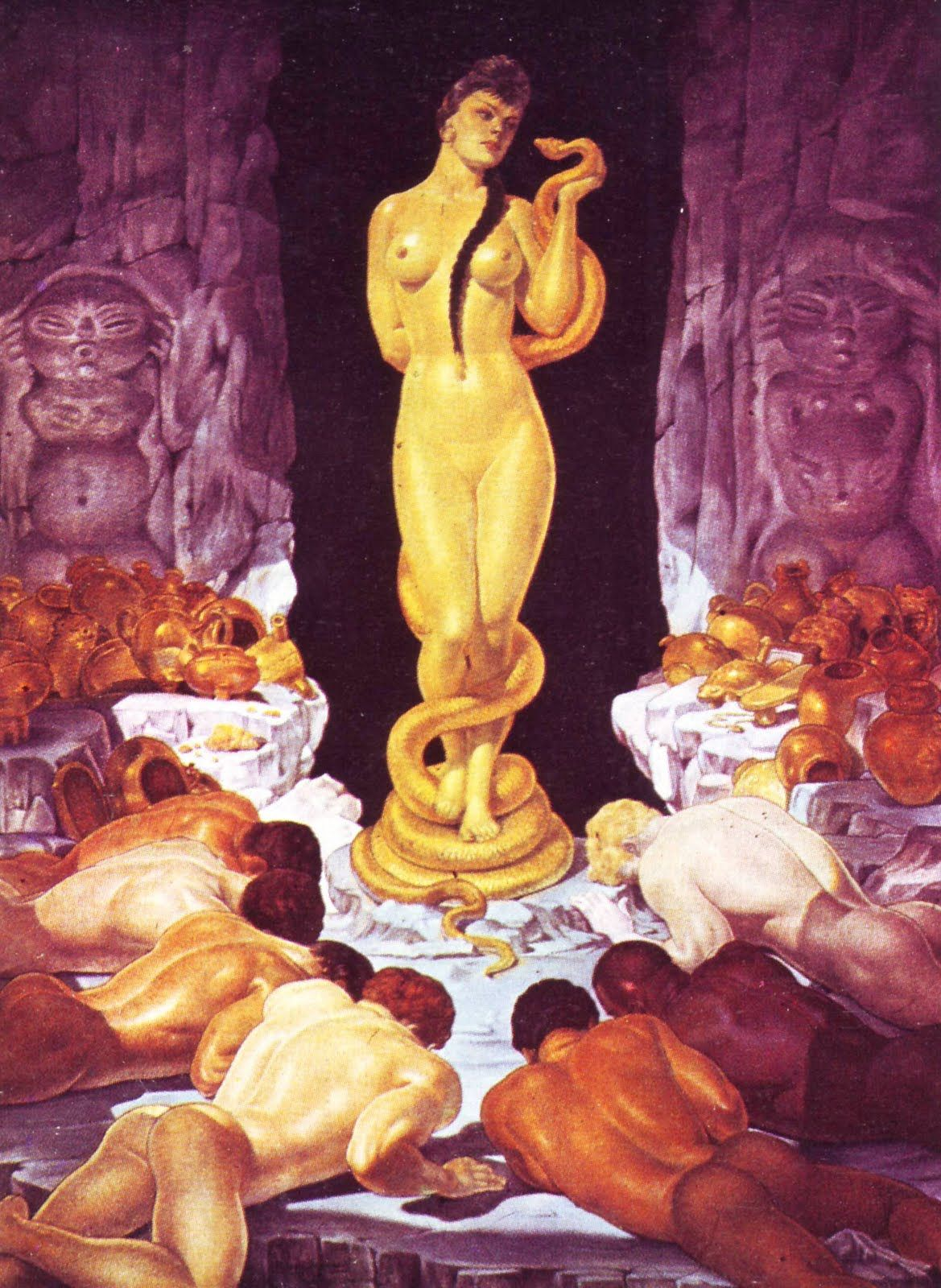
Tín ngưỡng thời nữ chúa Maria Lionza của người bản địa Venezuela đã được hỗn dung với Cơ Đốc giáo của người phương Tây

Trước khi chịu sự đô hộ của Đế chế Tây Ban Nha và sự ảnh hưởng của Cơ Đốc giáo thì người da đỏ bản địa ở đây cũng có hệ thống tôn giáo bản địa truyền thống. Hiện nay, một số tín ngưỡng dân gian đang trở nên phổ biến ở Venezuela trong tất cả các tầng lớp xã hội. Những điều này thường kết hợp các yếu tố của ma thuật, ma thuật và tâm linh Thời đại Mới (New Age) với các truyền thống Công giáo chẳng hạn như việc thờ cúng các vị thánh. Vì chúng có những điểm tương đồng với các thực hành của Cơ đốc giáo, chúng thường thu hút những người Công giáo suốt đời tin rằng họ đang tham gia vào một biến thể của cùng một đức tin với các nghi lễ khác nhau.
Những người theo đạo thường thực hành các truyền thống như vậy cùng với Cơ đốc giáo và tiếp tục tự nhận mình là Công giáo hoặc Tin lành, chẵng hạn như trước tiên họ có thể thực hiện một lời cầu nguyện Cơ đốc, sau đó là một hình thức thờ phượng khác. Giáo hội Công giáo đã tuyên bố họ mong muốn duy trì sự phân biệt giữa các tôn giáo dân gian và Công giáo. Những tín ngưỡng dân gian được biết đến nhiều nhất là Santería và Espiritismo. Một số người tin rằng những người theo Santería và Espiitismo chiếm tới 30% dân số Venezuela. Tuy nhiên, rất khó xác định số lượng người theo dõi vì nhiều người giữ bí mật về việc thực hành của họ, đôi khi giấu kín với gia đình. 
- Santería: Là một truyền thống tôn giáo có nguồn gốc từ châu Phi đã được du nhập vào Cuba bởi người Yoruba và lan rộng khắp Mỹ La-tinh và Venezuela kể từ năm 2008[13]. Nó kết hợp các khía cạnh của tôn giáo Yoruba, Cơ Đốc giáo, truyền thống Voodoo của Haiti và ma thuật. Santería thu hút tín đồ từ mọi tầng lớp và đặc biệt phổ biến ở các thành phố thuộc tầng lớp trung lưu. Các nghi lễ ở Santeria bao gồm việc giết thịt và dâng cúng gà trống, gà cúng hoặc hiến tế dê[14].
- Espiitismo: Là tín ngưỡng dựa trên niềm tin phổ biến rằng những linh hồn tốt và xấu có thể ảnh hưởng đến sức khỏe, may mắn và các khía cạnh khác của cuộc sống con người. Một trong những hình thức phổ biến nhất của việc thực hành thờ cúng Espiitismo là thờ một phụ nữ Venezuela thế kỷ XVI có tên là María Lionza[15], người được cho là nữ thần cai quản vũ trụ, tình yêu và hòa bình[16]. Địa vị của cô như một nữ thần không được coi là trái ngược với Thiên Chúa của Cơ đốc giáo, cả hai thường được tôn thờ cùng với nhau. Phong trào tôn giáo Maria Lionza rất chú trọng đến việc thực hiện các nghi lễ, chẳng hạn như hiến tế động vật, nghi lễ phù thủy, triệu hồi linh hồn và người chết[17] để đạt được những kết quả cụ thể. Các phong trào tôn giáo như vậy được mọi tầng lớp xã hội biết đến nhưng đặc biệt phổ biến ở các cộng đồng nghèo hơn, bị gạt ra bên lề xã hội ở Venezuela.